# Altica mohri
Altica mohri es una especie de coleóptero de la familia Chrysomelidae. Fue descrita científicamente por primera vez en 1990 por Lopatin.